# E (Complexitat)
En teoria de la complexitat, la classe de complexitat E és el conjunt dels problemes de decisió que poden ser resolts amb una màquina de Turing determinista en temps 2O(n).
És per tant, equivalent a la classe de complexitat DTIME (2O(n)).